# Roseč
Roseč är en ort i Tjeckien.   Den ligger i regionen Södra Böhmen, i den centrala delen av landet, 110 km söder om huvudstaden Prag. Roseč ligger 501 meter över havet och antalet invånare är 203.
Terrängen runt Roseč är platt. Runt Roseč är det ganska glesbefolkat, med 28 invånare per kvadratkilometer. Närmaste större samhälle är Jindřichův Hradec, 6,9 km öster om Roseč. Omgivningarna runt Roseč är en mosaik av jordbruksmark och naturlig växtlighet.